# 新庄水库 (广州)
新庄水库，是广东省广州市花都区的一个水库。水库位于花山镇新庄村的铜鼓坑上游，因村得名。1957年动工，1958年竣工。水库库坝高17.2米，坝长263米，集雨面积6.32平方公里，总库容量620万立方米。